# Юстас, Роланд, 2-й виконт Балтингласс
Роланд Юстас, 2-й виконт Балтингласс (англ. Rowland Eustace, 2nd Viscount Baltinglass; около 1505 — 31 марта 1578) — англо-ирландский дворянин. Сын сэра Томаса Юстаса (ок. 1480—1549), 1-го виконта Балтингласса, и Маргарет Толбот, дочери сэра Питера Толбота из замка Мэлахайд, графство Дублин.

## Ранняя жизнь
Один из пяти сыновей Томаса Юстаса, 1-го виконта Балтингласса (ок. 1480—1549). Мало что известно о его ранней жизни, за исключением того, что он, по-видимому, жил в Блэкрате (Калверстон), пока не унаследовал титул виконта Балтингласса и семейное поместье в Харристауне в 1549 году. Эта ветвь семьи Юстас твердо придерживалась католической веры во время Реформации. Еще мальчиком отец Роланда построил Нью-Эбби близ Килкаллена, которое было распущено королем Англии Генрихом VIII Тюдором в 1539 году. В 1558 году он занял свое место в первом ирландском парламенте королевы Елизаветы I Тюдор, но решительно воспротивился её Акту единообразия именно в этом году, а также за эти и другие действия, он был арестован в 1567 году и доставлен в Лондон, но приказ не был исполнен. Однако в этот промежуток времени он был назначен одним из мировых судей графства Килдэр во время временного отсутствия лорда-наместника в 1561 году.

## Семья
Роланд Юстас женился на Джоан (? — после сентября 1585), дочери Джеймса Батлера, 8-го барона Данбойна, примерно в 1528 году. У них было шесть сыновей и две дочери:
- Джоан Юстас, муж — сэр Барнаби Фитцпатрик, 2-й барон Верхнего Оссори (1535—1581)
- Элеонор Юстас, муж — сэр Эдмунд Батлер из Клугренана (1534 — ок. 1585), второй сын Джеймса Батлера, 9-го графа Ормонда, и была матерью Кэтрин, четвертой жены Уильяма Юстаса из Каслмартина.
- Джеймс Юстас, 3-й виконт Балтингласс (1530—1585)
- Эдмунд Юстас, 1-я жена — Фрэнсис Пипхо, 2-я жена — Джоан, дочь Ричарда Уолша из Кэррикмайнса. Эдмунд был вовлечен вместе со своими братьями в восстание Балтингласса и бежал в Шотландию в 1583 году, а затем в Испанию, участвовал в экспедиции Испанской Армады в 1588 году. Он умер бездетным в Португалии в 1597 году.
- Томас Юстас, был казнен в 1582 году за участие в восстании Балтингласса.
- Уильям Юстас. Считалось, что Уильям, четвертый сын, был убит в битве в 1581 году, так как сэру Фрэнсису Уолсингему, государственному секретарю в Лондоне, официально доложили: "сегодня утром взята голова Уильяма Юстаса, другого брата Балтингласса. Это сообщение, возможно, не соответствует действительности, потому что ветвь семьи Юстасов из Робертстауна, графство Килдэр, позже безуспешно претендовала на титул Балтингласса.
- Уолтер Юстас, был схвачен в 1583 году и казнен.
- Ричард Юстас, живший в Париже во время восстания своего брата Джеймса, организовывал доставку боеприпасов и припасов для помощи своим братьям. Позже он стал священником в Риме.